# Demétrius
Demétrius, de son nom civil Demetrio Zahra Netto  (né le 28 mars 1947 à Rio de Janeiro et décédé le 10 mars 2019 à São Paulo), est un chanteur et compositeur brésilien.

## Biographie
Il commence sa carrière en 1959, en enregistrant Hold Me So Tight (Hamilton di Giorgio) et Young and in Love (Jimmy Graig), un EP 78 tours pour Young - O Disco da Juventude, produit par DJ Miguel Vaccaro Netto. Demétrius connait un succès en 1961 en chantant Corina, Corina (Ray Peterson) en portugais. Peu après, il sort Rock do Saci, de Baby Santiago, considérée comme la première chanson rock authentiquement brésilienne.
En 1964, il connaît le succès avec O Ritmo da Chuva, une reprise de Rhythm of the Rain du groupe vocal The Cascades. En 1965, il rejoint les jeunes cariocas qui animent l'émission Jovem Guarda sur TV Record à São Paulo,.
Il devient l'une des idoles les plus prestigieuses du jeune public, vendant des milliers d'exemplaires et se produisant sur les principales scènes brésiliennes. Il remporte des prix tels que le trophée Chico Viola et plusieurs Golden Globes, et est constamment présent dans les principaux programmes télévisés et magazines de l'époque. Il reprend sa carrière après vingt ans d'absence, se remémorant ses anciens succès, et a possédé ces dernières années une agence immobilière, un magasin de bateaux et même un kiosque sur la plage.
Il décède le 10 mars 2019 à São Paulo, à l'âge de 76 ans, des suites d'un arrêt cardiaque.

## Discographie
- 1962 : Demetrius Canta… Com Amor e Mocidade (Continental)
- 1963 : Ídolo da Juventude (Continental)
- 1964 : O Ritmo da Chuva (Continental)
- 1965 : Demetrius (Continental)
- 1967 : O Ídolo que Volta (Continental)
- 1968 : Demetrius (Continental)
- 1973 : Encontro (RCA)
- 1976 : O Ritmo da Chuva (Continental)
- 1988 : Demetrius / Coletânea (Phonodisc, réédité en 1995, 2000 et 2001)
- 1995 : Demetrius / Coletânea (Phonodisc)
- 1999 : Demetrius (Zan Bradisc)